# Armênia russa
A Armênia russa (português brasileiro) ou Arménia russa (português europeu)(em armênio: Ռուսական Հայաստան) é o período da história da Armênia no que este território esteve sob o domínio do Império russo. Começou em 1829, formando a Armênia Oriental parte do Império russo, e finalizou com a criação da República Democrática da Armênia em 1918.

## Antecedentes
Durante centenas de anos, os habitantes da Armênia oriental viveram sob o domínio Otomano e Safávida. Posteriores guerras entre o império otomano e o safávida levaram à destruição de muitas das cidades da Armênia, o que tornou difícil a vida dos armênios. Para além disso, os armênios são cristãos, enquanto os otomanos e persas eram muçulmanos.
Em 1678, os dirigentes armênios efetuaram em segredo o Congresso de Echemiazim, no qual decidiram que a Armênia devia ser liberta da dominação estrangeira. Nesta etapa, os armênios eram incapazes de lutar contra dois impérios ao mesmo tempo, pelo qual procuraram a ajuda no estrangeiro. Israel Ori um armênio nativo do Carabaque, filho de um maleque ou príncipe armênio, procurou ajuda em muitas capitais europeias. Morreu em 1711 sem ver realizado o "sonho armênio".
Em 1722, o czar Pedro I da Rússia declarou a guerra contra os persas Safávidas. Os georgianos e armênios do Carabaque ajudaram os russos revelando-se contra a dominação Safávida. David Bek comandou a revolta por seis anos, até falecer no campo de batalha.

## A anexação pela Rússia

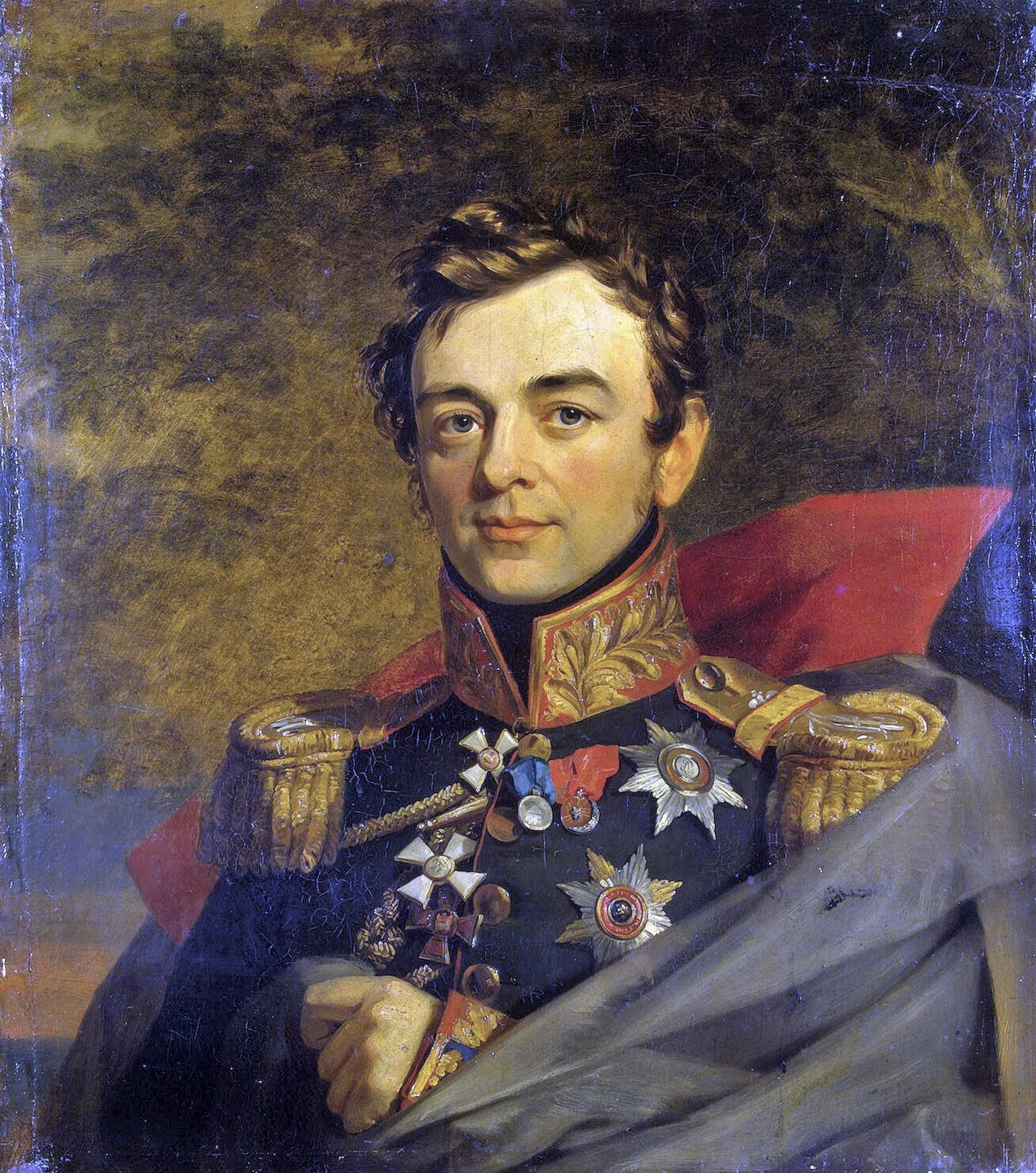
Ivan Paskévich, governador russo da Armênia

Um ponto de inflexão ocorreu em 1801, quando os russos anexam o georgiano Reino de Cártlia-Caquécia, o que lhes deu uma base firme na Transcaucásia. Nas seguintes três décadas, a Rússia tentou expandir os seus territórios para sul, à custa de Otomanos e Persas. As campanhas russas tiveram um entusiasta apoio entre os armênios, liderados pelo bispo de Tiblíssi, que tomou parte pessoalmente na luta. A Guerra Russo-Persa de 1804 a 1813 mostra aos russos que a conquista dos territórios na Armênia Oriental apenas serviu para renunciarem a eles no Tratado de Gulistão.
Em 1827—1828, o czar Nicolau I novamente declarou a guerra ao Império Cajar persa e solicitou a ajuda dos armênios, com a promessa de que, após a guerra, a sua vida melhoraria. Em 1828, com o Tratado de Turcamanchai, a Rússia anexa Erevã, Naquichevão, e o território circundante. Alentou-se aos armênios que ainda viviam sob Império Cajar a emigrarem para a Rússia, e 30000 armênios partiram para lá.
Em 1828, os russos declararam a guerra contra o Império otomano. Depressa foram conquistadas Carse, Akhalkalak, Akhaltsikhe, Bayazid, Alasquerta, Erzerum, e chegaram até Trebizonda. Contudo, no tratado de paz de 1829, os russos devolveram o recém capturado território armênio ao Império otomano, ficando apenas com Akhalkalak e Akhaltsikhe. Houve outra onda de imigração na que 25 000 armênios otomanos se deslocaram para a Armênia russa. Dezenas de milhares de muçulmanos também emigraram para a Pérsia ou para o Império otomano, garantindo os cristãos uma vez mais a maioria no leste  da Armênia.

## Estabelecimento do domínio do Império russo

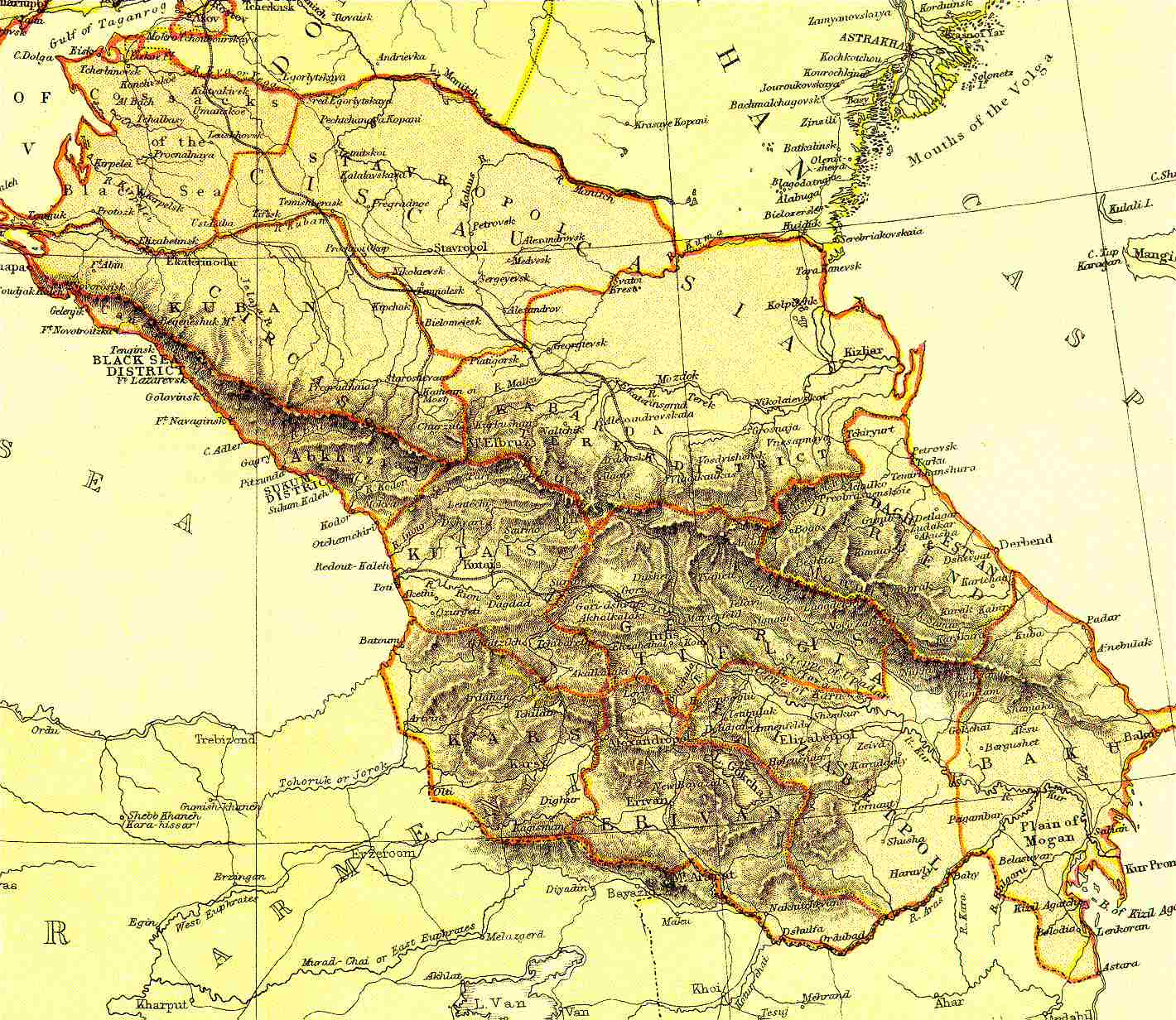
Mapa do Cáucaso, Geórgia, Armênia, e Azerbaijão em 1882

Alguns patriotas armênios, como o bispo Nerses, tinham a esperança de estabelecer uma Armênia autônoma dentro do Império russo, mas o novo regime decepcioná-los-á gravemente. O czar Nicolau I da Rússia e o seu governador na Transcaucásia, Ivan Paskévich, tinham outros planos: tornar o império russo num estado centralizado e burocrático. Quando o bispo Nerses se queixou, foi depressa enviado à Bessarábia, longe da região do Cáucaso.
Em 1836 foi promulgado pelo governo russo um regulamento, a Polozhenie (Estatuto), que reduzia drasticamente os poderes políticos dos dirigentes religiosos da Armênia, incluído o dos católico de todos os armênios, enquanto se preserva a autonomia da Igreja armênia. Após 1836, em conformidade com os novos regulamentos, os católicos de Echemiazim serão eleitos mediante um congresso, no qual participariam dignitários religiosos e não religiosos. O Czar teria a última palavra na escolha dos católico. Não se permitia aos católico abrirem escolas, mas sim fundaram numerosas imprensas e alentaram a publicação de diários armênios.

## Os armênios no Império russo

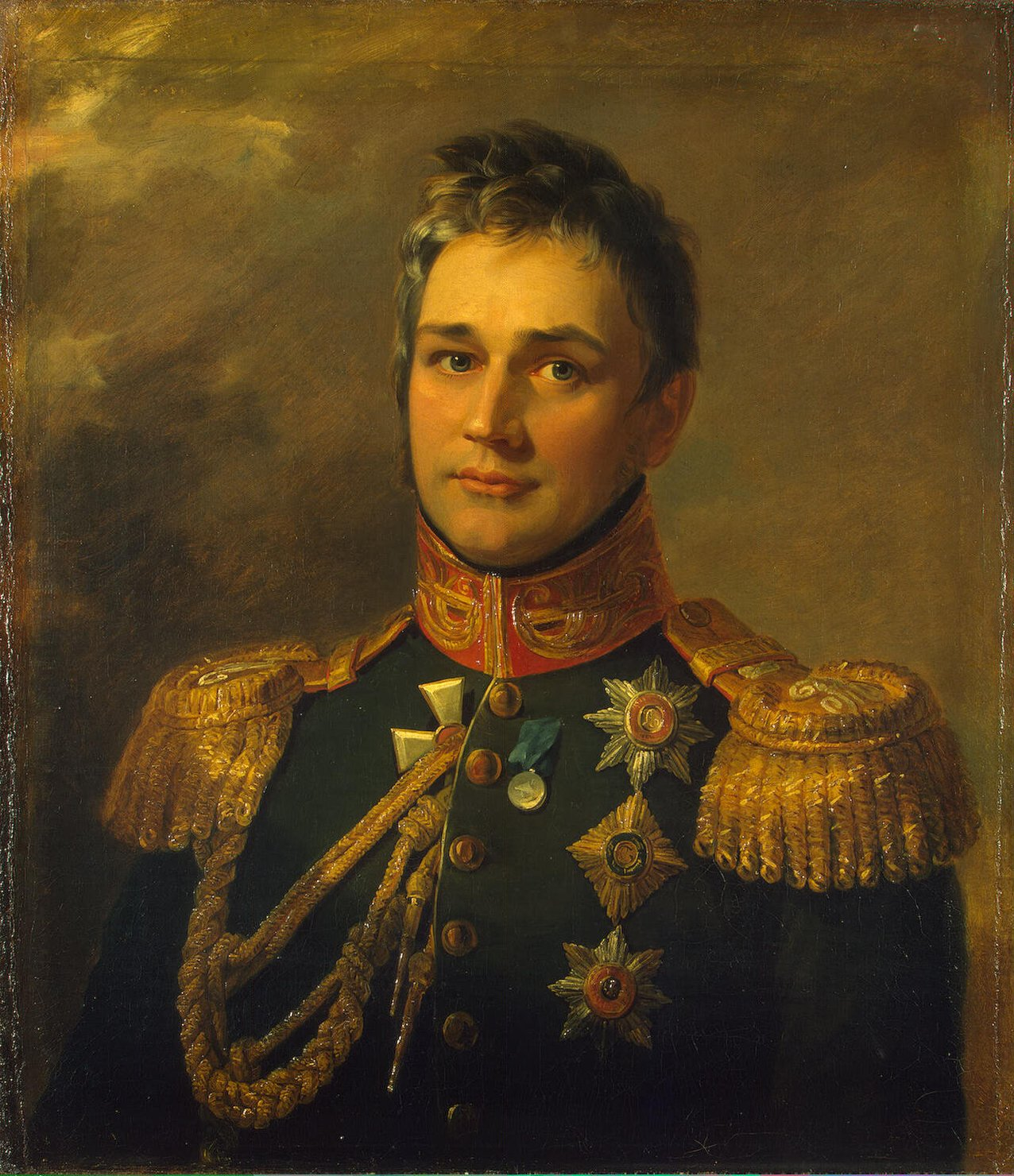
Mikhail Vorontsov, Vice-rei do Cáucaso entre 1845 e 1854

Um importante número de armênios vivia já no Império russo antes da década de 1820. Depois da destruição dos últimos remanentes dos estados independentes da Armênia na Idade Média, a nobreza desintegrou-se, deixando a sociedade composta principalmente por camponeses, além de uma classe média de artesãos e comerciantes. Estes exilados estabeleceram-se na maioria das povoações da Transcaucásia; de fato, nos primórdios do século XIX formavam a maioria populacional de cidades como Tiblíssi.
Os comerciantes armênios realizaram o seu trabalho ao longo do mundo e muitos estabeleceram a sua residência na Rússia. Em 1778, Catarina, a Grande convidou os comerciantes armênios da Crimeia à Rússia, e eles estabeleceram assentamentos em Naquichevão do Norte, perto de Rostov do Don. As classes dominantes russas deram a boas-vindas às habilidades empresariais dos armênios, como revulsivo econômico, mas também mantiveram uma atitude de suspeita. A imagem do armênio como “astuto comerciante” estendeu-se amplamente. Os nobres russos obtinham a renda das suas propriedades, trabalhadas por servos e, com a sua aristocrática aversão a participarem em negócios, tinham pouca compressão ou simpatia pelo modo de vida mercantil dos armênios.
Porém, a classe média armênia prosperou sob o mandato russo e foram os primeiros a aproveitarem as novas oportunidades para se transformar numa próspera burguesia, quando o capitalismo e a industrialização chegaram à Transcaucásia na segunda metade do século XIX. Os armênios eram muito mais expertos na adaptação às novas circunstâncias econômicas que os seus vizinhos da Transcaucásia, os georgianos e os azeris, pelo qual cedo se tornaram no elemento mais poderoso na vida municipal de Tiblíssi, a cidade considerada pelos georgianos como a sua capital.
No final do século XIX começaram a comprar as terras à nobreza da Geórgia, que iniciou o declínio depois da emancipação dos servos. Os empresários armênios apressaram-se a explorar o auge petroleiro que se iniciou na Transcaucásia, na década de 1870, fazendo grandes inversões nos campos de petróleo de Bacu, em Azerbaijão e nas refinarias de Batumi, sobre a costa do mar Negro.
Tudo isto derivou em maiores tensões entre os armênios, georgianos e azeris da Rússia Transcaucásia, conflitos não simplesmente de natureza étnica ou religiosa, mas também devidos a fatores sociais e econômicos. Porém, apesar da imagem popular do típico armênio como um bem-sucedido homem de negócios, no final do século XIX, 80 por cento dos armênios da Rússia continuam sendo camponeses que trabalham a terra.

## Império russo até 1877

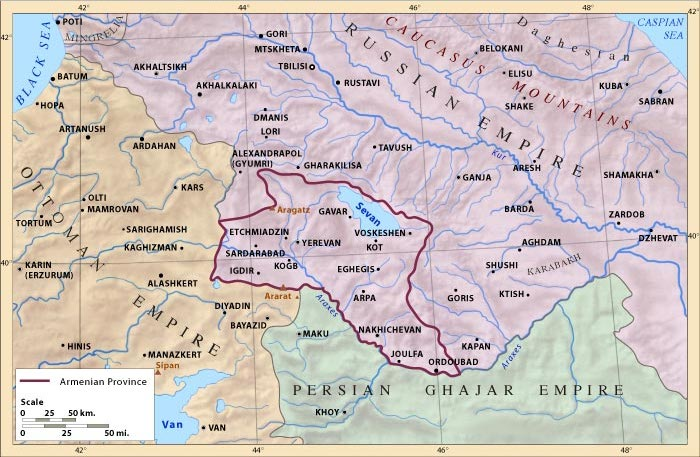
Mapa do Oblast da Armênia

As relações entre as autoridades russas e os seus novos cidadãos armênios não começaram sem problemas. Ao ser a Armênia a primeira linha russa contra os rivais otomanos e persas, a princípio considerou-se como uma zona militar. Até 1840, a Armênia russa era uma unidade administrativa separada, o oblast da Armênia, mas depois se fusionaram em outras províncias transcaucásicas sem levar em conta a sua identidade nacional. As coisas melhoraram quando Nerses Ashtaraketsi foi chamado da Bessarábia e constituiu a Igreja Católica Armênia em 1843. Adicionalmente, Mikhail Vorontsov, que governou a Rússia armênia como Vice-rei do Cáucaso entre 1845 e 1854, foi muito condescendente com os armênios e os seus costumes.
Como consequência, em meados do século XIX a maioria dos intelectuais da Armênia era russófila. A cultura armênia floresceu nestes anos, como uma nova província unificada sob governo russo, dando aos armênios um sentimento de identidade compartilhada uma vez mais. Sendo parte do Império russo, Armênia virava do Médio Oriente para a Europa e abria-se às modernas correntes intelectuais, como o Iluminismo e o Romantismo. Foi publicada uma ampla gama de jornais armênios e houve um renascimento literário encabeçado por Mikael Nalbandian, que quis modernizar a língua armênia, e o poeta e romancista Raffi. A visão pro-russa da intelectualidade Armênia continuou sob o Czar Alexandre II, que foi muito elogiado pelas suas reformas.

## A guerra russo-turca

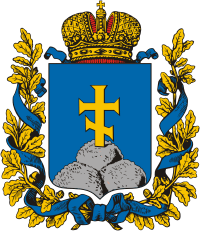
Escudo da Gubernia de Erevã, durante o Império Russo

A Guerra Russo-Turca marcou um marco na relação entre as autoridades russas e os seus súditos armênios. Os armênios que ainda viviam na parte ocidental da Armênia sob o Império otomano esperavam a libertação da dominação turca por parte da Rússia. Em 1877, estourou a guerra entre a Rússia e os otomanos pelo tratamento que recebiam os cristãos dos Bálcãs. Os russos mostraram-se dispostos a mobilizar o patriotismo armênio quando avançavam numa segunda frente contra os turcos no Cáucaso, e muitos dos comandantes empregues eram de ascendência armênia. Os russos fizeram grandes rendimentos territoriais na parte ocidental da Armênia antes do armistício de janeiro de 1878.
O Tratado de Santo Estêvão, assinado em março de 1878, não concede à Rússia toda a Armênia ocidental, mas contém uma cláusula especial, o artigo 16, pela qual Rússia garante os direitos dos armênios ainda sob domínio otomano contra a opressão. Contudo, os poderes rivais da Rússia, a Grã-Bretanha e a Áustria, preocupados pelos sucessos que Rússia tinha feito à custa dos otomanos, pressionaram para revisar o tratado. No Congresso de Berlim de 1878, a Rússia viu-se obrigada a renunciar a todas as suas conquistas na Armênia, entre outros territórios, salvo as regiões de Carse e Ardacane e o artigo 16 vazia-se de conteúdo. O artigo 61, afirma que as reformas somente deviam ser levadas a cabo nas províncias armênias do Império otomano depois que o exército russo se retirasse.

## O reinado de Alexandre III, 1881-1894

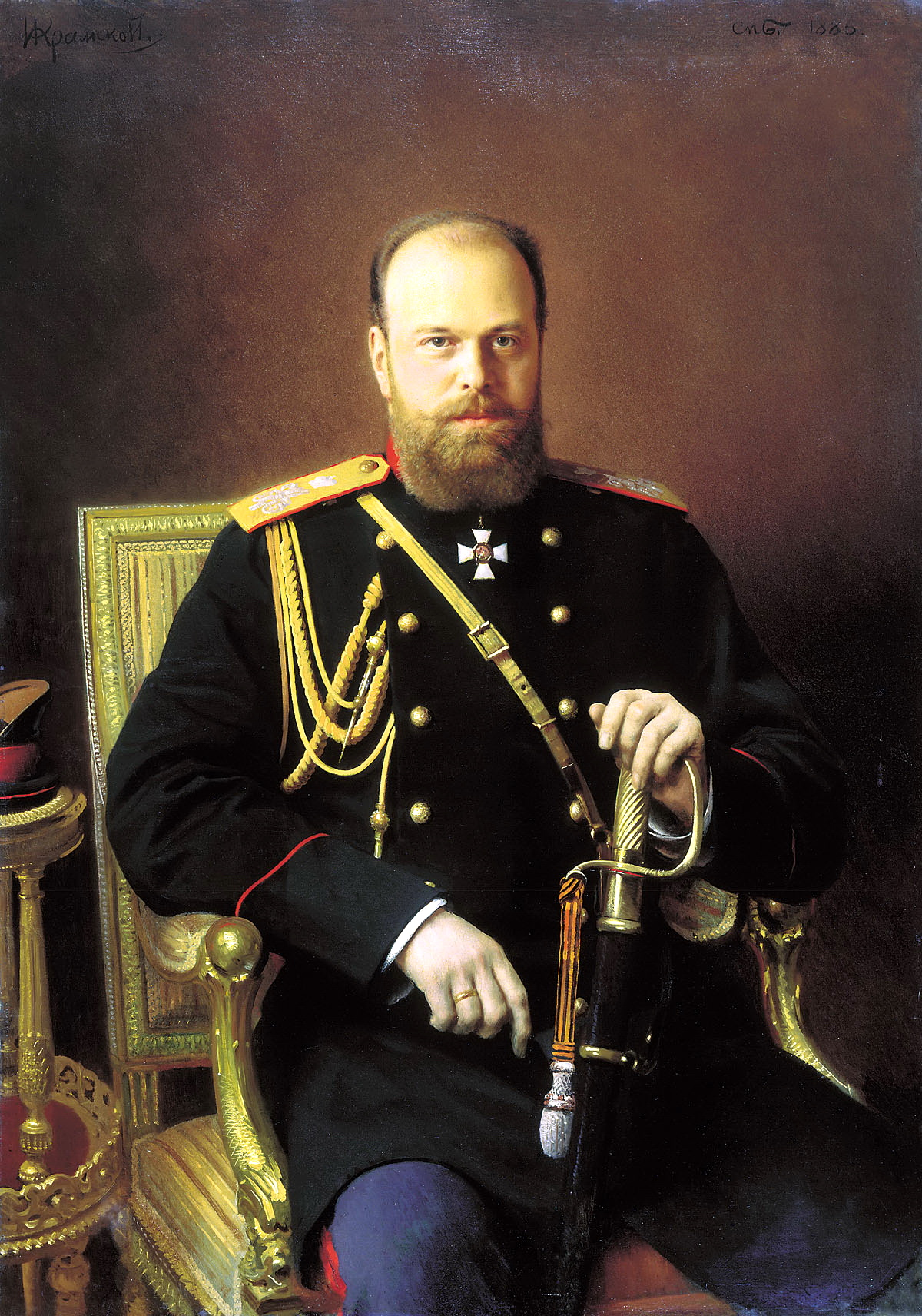
O czar Alexandre III da Rússia

Após o assassinato do czar reformista Alexandre II em 1881, a atitude das autoridades russas para as minorias nacionais do império mudou drasticamente. O novo czar, Alexandre III, com uma perspectiva mais conservadora, visava criar um estado autocrático altamente centralizado. O menor dos desejos de incrementar a liberdade e autonomia dos seus súditos era tomado como uma evidência de rebelião.

### Russificação
Os últimos decênios do século XIX também se registrou um aumento no chauvinismo russo a respeito dos não-russos, descrito em termos cada vez mais racistas. Os armênios foram objeto particular de abusos, de modo frequentemente semelhante ao antissemitismo. O primeiro signo do novo regime, foi o despedimento do primeiro ministro de Alexandre II, o conde armênio Mikhail Loris-Mélikov, considerado liberal demais e etiquetado como um "asiático frenético", e "não verdadeiro patriota da Rússia". As autoridades russas também começaram a suspeitar do domínio econômico armênio na Transcaucásia. Paradoxalmente, tais suspeitas sobre os armênios, que se encontravam entre os mais russófilos dos súditos do czar, como pessoas indignas de confiança, propensas à conspiração revolucionária, levaram os russos a introduzir políticas que produziram o efeito cujo objeto queriam evitar, virando os armênios para os novos Movimentos nacionalistas.
A russificação propriamente dita começou em 1885, quando o vice-rei do Cáucaso, Dondukov -Korsakov, ordenou o fecho de todas as escolas paroquiais da Armênia e a sua substituição por umas russas. Embora as escolas armênias se reabrissem ao ano seguinte, foram objeto de um estrito controle czarista, e o uso da língua armênia desaconselhava-se em favor do russo. Os russos também começaram a perseguir a Igreja Armênia, que se separara da Igreja Ortodoxa desde 451. A atitude da Rússia para o Império otomano mudou e, na década de 1890, a Rússia e a Grã-Bretanha intercambiaram os papéis. Agora é a Rússia que apoia o status quo na parte ocidental da Armênia, com os britânicos pedindo a melhora das condições dos cristãos na região.
As autoridades russas estavam intranquilas pelos movimentos revolucionários nacionalistas armênios no Império otomano e temiam que os seus vínculos com os armênios orientais aumentassem a subversão dentro da Transcaucásia russa. O regime czarista reprimiu qualquer tentativa dos armênios da Rússia de participarem nas ações, como a Expedição Gugunian de 1890.

### O crescimento do nacionalismo armênio
Os armênios tiveram um papel ínfimo nos movimentos revolucionários do Império russo até a década de 1880. A partir daquel momento, as ideias de Grigor Artsuni, editor do jornal baseado em Tiblíssi chamado Mshak (“O cultivador”), desfrutou de grande popularidade entre a intelectualidade Armênia. Artsuni acreditava que a vida sob o Império russo representava um "mal menor" para o seu povo. Os armênios russos estavam profundamente preocupados pela difícil situação dos compatriotas sob domínio dos otomanos e persas, em especial os camponeses da Armênia ocidental, que foram ignorados pela maioria dos intelectuais armênios otomanos de Istambul e de Esmirna. Erevã e Tiblíssi eram umas opções muito mais evidentes para promover a atividade revolucionária entre os armênios a leste do Império otomano. A unidade da Armênia, dividida entre três impérios, fez com que os movimentos políticos armênios tivessem pouco em comum com os restantes movimentos políticos do Império russo.
O crescimento do nacionalismo armênio foi paradoxalmente impulsionado pelas autoridades russas com as medidas antiarmênias da década de 1880. Em 1889, Christapor Mikaelian fundou o movimento "Novos Armênios" em Tiblíssi. Os seus objetivos eram efetuar represálias contra os curdos, considerados culpáveis de perseguir os armênios no Império otomano, assim como o contrabando de armas e o fomento das ações guerrilheiras. Também estabeleceu ligações com um novo partido nacionalista armênio otomano, a Hunchaks. Em 1890, Mikaelian e o seu colega Simon Zavarian, substituirão "Novos Armênios" com um novo partido: a Federação Revolucionária Armênia, geralmente conhecido como o "Dashnaks". O Dashnaks tentou convencer o Hunchaks de se unir a eles, mas ambos romperam em 1891 e a rivalidade entre os partidos seria uma das principais características do subsequente nacionalismo armênio, apesar de ambas as partes serem socialistas nos seus programas econômicos. O principal objetivo da Dashnaks era o nacionalismo e a independência, com especial ênfase no destino dos armênios otomanos. Cedo tiveram sucursais na Rússia, na Pérsia e na Turquia. Depois da fragmentação dos Hunchaks em meados da década de 1890, tornaram-se a força nacionalista dominante na Armênia russa.

## O reinado de Nicolau II

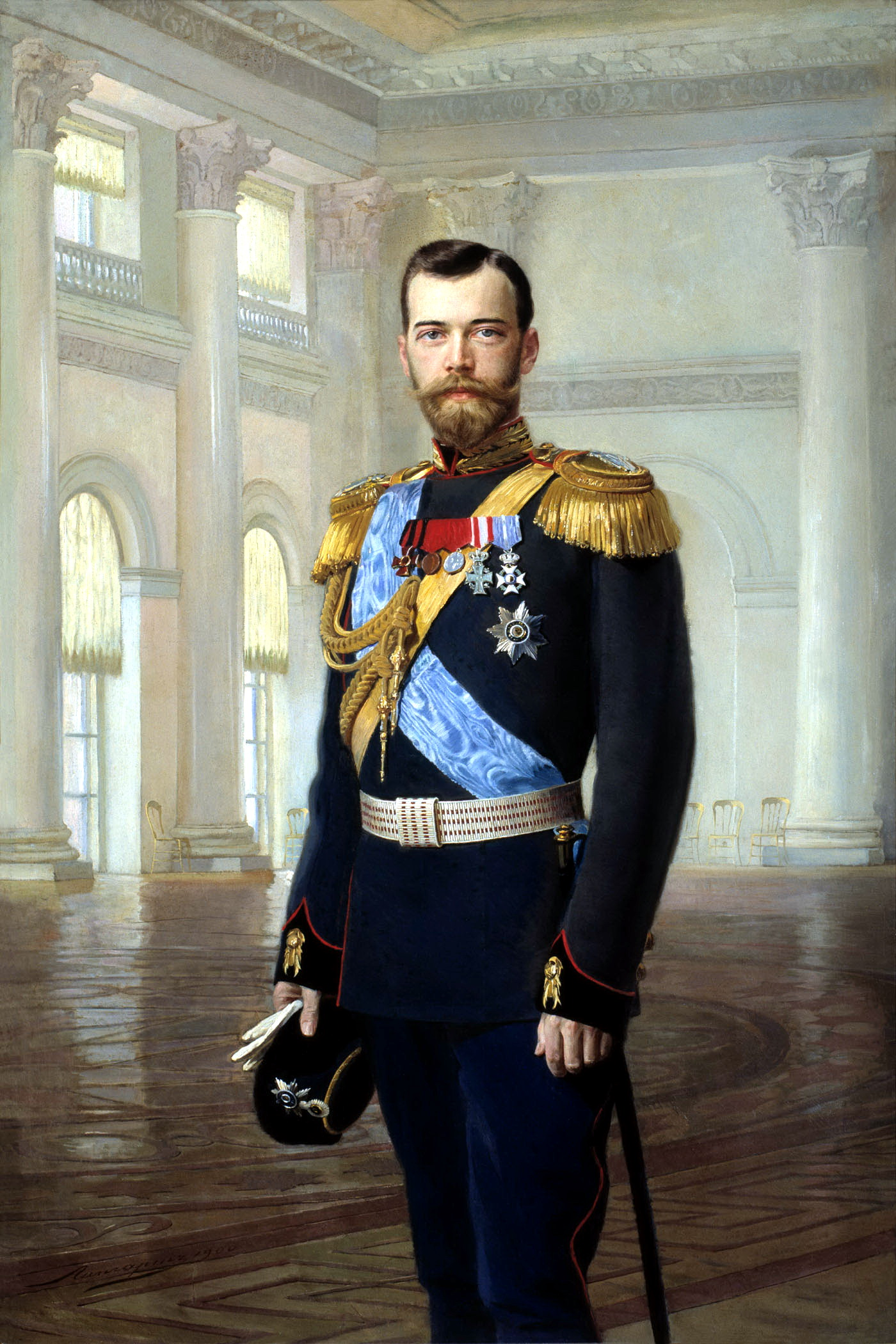
O Czar Nicolau II da Rússia

O czar Nicolau II, que chegou ao trono em 1894, seguiu a política de russificação do seu pai. O sentimento antiarmênios foi em aumento entre os georgianos e azeris da Transcaucásia, inflamado pelo editor do jornal oficial Kavkaz ("Cáucaso"), de V. L. Velichko, fervente chauvinista russo.

### Édito sobre a propriedade da igreja armênia 1903-1904
Em 1897, o czar Nicolau nomeou o antiarmênio príncipe Golitsin como governador da Transcaucásia, e as escolas armênias, as associações culturais, os jornais e as bibliotecas foram fechadas. O nacionalismo armênio tal e qual o praticavam os Dashnak, com o gosto pela violência revolucionária e as políticas econômicas socialistas, teve a princípio pouca aceitação dentro da burguesia armênia, mas a repressão cultural russa conquistou mais simpatias para eles. A classe armênia russificada começou a mudar o seu nome para a forma armênia (por exemplo, Mirzoev tornou-se Mirzoian) e estabeleceram tutores privados para ensinar aos seus filhos a língua armênia.
O programa de russificação do Czar alcançou o seu ponto culminante com o decreto de 12 de junho de 1903, ordenando a confiscação das propriedades da Igreja armênia. Os católicos de todos os Armênios suplicaram aos russos a anulação do decreto, mas com a denegação, tornaram-se favoráveis aos Dashnaks. O clero armênio fora muito prudente com os Dashnaks, condenando tanto o seu socialismo quanto o seu anticlericalismo, mas então viram-nos como os seus protetores. Os Dashnaks formaram um Comitê Central para a Autodefesa no Cáucaso e organizaram uma série de protestos entre os armênios. Em Gandzak, o exército russo respondeu atirando contra a multidão, matando dez manifestantes, e as seguintes manifestações tiveram derramamento de sangue. Os Dashnak e Hunchak iniciaram uma campanha de assassinatos contra funcionários públicos czaristas na Transcaucásia e que até mesmo conseguiu ferir o príncipe Golitsin. Em 1904, o congresso Dashnak especificamente ampliou o seu programa para velar pelos direitos dos armênios tanto do império russo como da Turquia otomana.

### A Revolução de 1905
Os distúrbios na Transcaucásia, que também incluíram grandes greves, chegaram a um ponto culminante nos levantamentos generalizados em todo o Império russo conhecido como a Revolução de 1905. Em 1905 contemplou uma onda de motins, greves e levantamentos de camponeses em toda a Rússia imperial, sendo os acontecimentos na Transcaucásia especialmente violentos. Em Bacu, o centro da indústria petroleira da Rússia, as tensões de classe misturaram-se com as rivalidades étnicas. A cidade estava quase totalmente composta por azeris e armênios, mas os armênios de classe média tendiam a ter uma maior participação na propriedade das companhias petroleiras e os trabalhadores armênios geralmente desfrutavam de melhores salários e condições de trabalho do que os azeris. Em dezembro de 1904, após uma grande greve declarada em Bacu, as duas comunidades começaram a atirar uns contra outros nas ruas, e a violência estendeu-se para o campo. Estima-se que 1500 armênios e 700 azeris foram assassinados nos distúrbios. Os acontecimentos de 1905 convenceram o czar Nicolau de que era necessária uma mudança de política. Substituiu Golitsin pelo Governador armenófilo conde Illarion Ivanovich Vorontsov-Dashkov e devolveu os bens à Igreja armênia. Pouco a pouco ficou restabelecida a ordem e a burguesia armênia, uma vez mais, começou a distanciar-se dos nacionalistas revolucionários.

### O Tribunal Popular de 1912

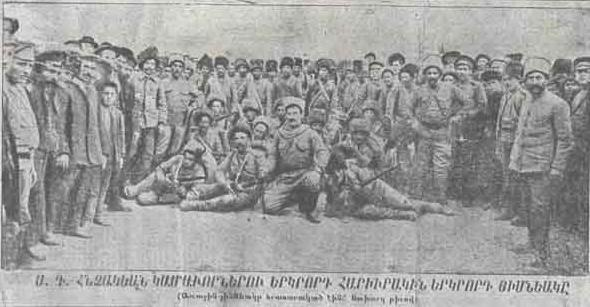
Unidad russo-armênia durante Primeira Guerra Mundial

Em janeiro de 1912, um total de 159 armênios foram acusados de pertença a uma organização anti-revolucionária. Durante a revolução, os revolucionários armênios dividiram-se em "Velhos Dashnak", aliados com os Kadetes e em "Novos Dashnak", alinhados com a Revolução Soviética. Para determinar a posição dos armênios, todas as formas de Movimento Nacional Armênio foram julgadas como um único grupo. Toda a intelectualidade Armênia, incluídos escritores, médicos, advogados, banqueiros e até mesmo comerciantes, foram acusados. Quando o tribunal terminou o seu trabalho, 64 cargos foram despronunciados, e o resto quer foram encarcerados quer exilados por diferentes períodos.

## A Primeira Guerra Mundial e a independência, 1914-1918
Nos anos entre a Revolução de 1905 e a Primeira Guerra Mundial houve uma aproximação entre a maioria dos armênios e as autoridades russas. A Rússia renovou o seu interesse pelo bem-estar dos armênios otomanos quando o seu inimigo, a Alemanha, se acercou ao Império otomano.
Quando estourou a Primeira Guerra Mundial em agosto de 1914, os russos tentaram mobilizar o sentimento patriótico da Armênia. A maioria das tropas armênias foi transferida para o teatro europeu da guerra, conhecido como o Frente Oriental. O Império otomano não se somou à guerra mundial até transcorrerem vários meses e, como a possibilidade de uma campanha no Cáucaso se acercava, no verão de 1914, o conde Illarion Ivanovich Vorontsov-Dashkov consultou ao prefeito de Tiblíssi Alexandre Khatsian, ao primado de Tiblíssi, bispo Mesrop, e ao destacado líder cívico Hakob Zavriev a respeito da criação de destacamentos de voluntários armênios. As unidades voluntárias estabelecer-se-iam entre os armênios que não fossem cidadãos do império ou não estivessem obrigados a servir no exército. Estas unidades seriam empregues na Campanha do Cáucaso. Muitos deles viviam no Cáucaso, e a maioria apressaram-se a tomar as armas para libertar a sua pátria. Durante a guerra 150 000 armênios lutaram com o Exército da Rússia.

### Administração da Armênia Ocidental

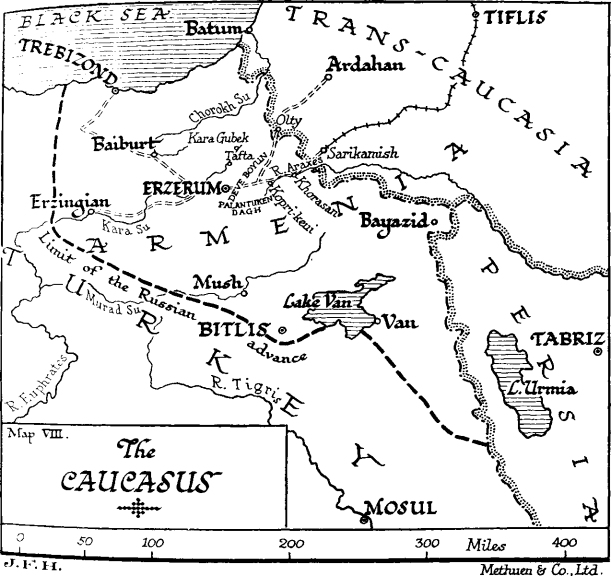
"Mapa da Administração da Armênia Ocidental" transferida ao controle civil sob Hakob Zavriev em 1917 pelo Ozakon do Governo Provisório Russo, no qual Zavriev inclui os distritos de Trebizonda, Erzurum, Bitlisse, e o vialeite de Vã.

Contudo, o rápido avanço da Rússia na Campanha do Cáucaso, após a Resistência de Vã em abril de 1915, levou as autoridades otomanas a embarcarem-se no genocídio dos seus súditos armênios. O Governo Provisório da Armênia na região autônoma foi inicialmente estabelecido no lago de Vã. O Governo armênio na zona de guerra foi brevemente denominado "Vaspurakan Livre", e depois do avanço otomano em junho de 1915, restabeleceu-se como "Administração da Armênia Ocidental". Com o avanço otomano em junho de 1915, cerca de 250 000 armênios de Vã e da região vizinha de Alashkerd retiraram-se para a fronteira russa. A Transcaucásia russa viu-se inundada de refugiados procedentes dos massacres.
Embora obtivessem sucessos militares contra os turcos, a máquina de guerra da Rússia começou a desintegrar-se na frente contra a Alemanha e, em fevereiro de 1917, o regime czarista foi derrocado por uma revolução em São Petersburgo.
Os armênios russos receberam o novo governo com entusiasmo, com a esperança de segurarem a região armênia otomana para eles. A questão da continuação da guerra foi um tema polêmico entre os partidos políticos da nova Rússia, com a maioria em favor de uma "paz democrática". Dado que as províncias da Armênia otomana estavam sob a ocupação militar da Rússia à época da revolução, os armênios acreditaram que o governo estaria de acordo em defendê-las. Para ajudar, o Governo Provisório iniciou a substituição das tropas russas, cujo compromisso com seguir da luta estava em dúvida, com tropas armênias no Frente do Cáucaso. Porém, ao longo de 1917 o Governo provisório perdeu apoio entre os soldados e trabalhadores russos, dissolvendo-se grande parte do exército da Transcaucásia.

### Congresso armênio da Armênia oriental
A Revolução bolchevique de outubro de 1917 forçou a independência dos povos da Transcaucásia, pois os bolcheviques desfrutavam de pouco apoio na região. Em fevereiro de 1918, os armênios, georgianos e azeris formaram o seu próprio parlamento transcaucásico. Em 22 de abril de 1918 votou-se pela independência, autoproclamando-se a República Democrática Federativa da Transcaucásia. Dissolve-se a federação quando a Geórgia declara a sua independência em 26 de maio. Seguiram os armênios no Congresso Armênio da Armênia Oriental em 28 de maio.
Este congresso desenha uma política para dirigir os esforços bélicos e o socorro e repatriação dos refugiados. O conselho aprovou a lei para organizar a defesa do Cáucaso contra o Império otomano, usando a grande quantidade de fornecimentos e munição abandonada na sua partida pelo exército russo.
O congresso especificamente ideou um controle das estruturas locais e administrativas para Transcaucásia. Até mesmo o Congresso não ideou soluções específicas para os soldados acantonados em Bacu, Tiblíssi, Carse, e outras milícias sob a Administração da Armênia Ocidental sob as ordens do governador civil Hakob Zavriev, não se resistiram à dura realidade desses soldados ao serviço das demais forças. O Congresso também selecionou quinze membros da comissão executiva permanente, conhecida como o "Conselho Nacional da Armênia", cujo líder era Avetis Aharonian. A primeira tarefa deste comitê consistiu em criar as condições para a declaração da "República Democrática da Armênia".

### República Democrática da Armênia

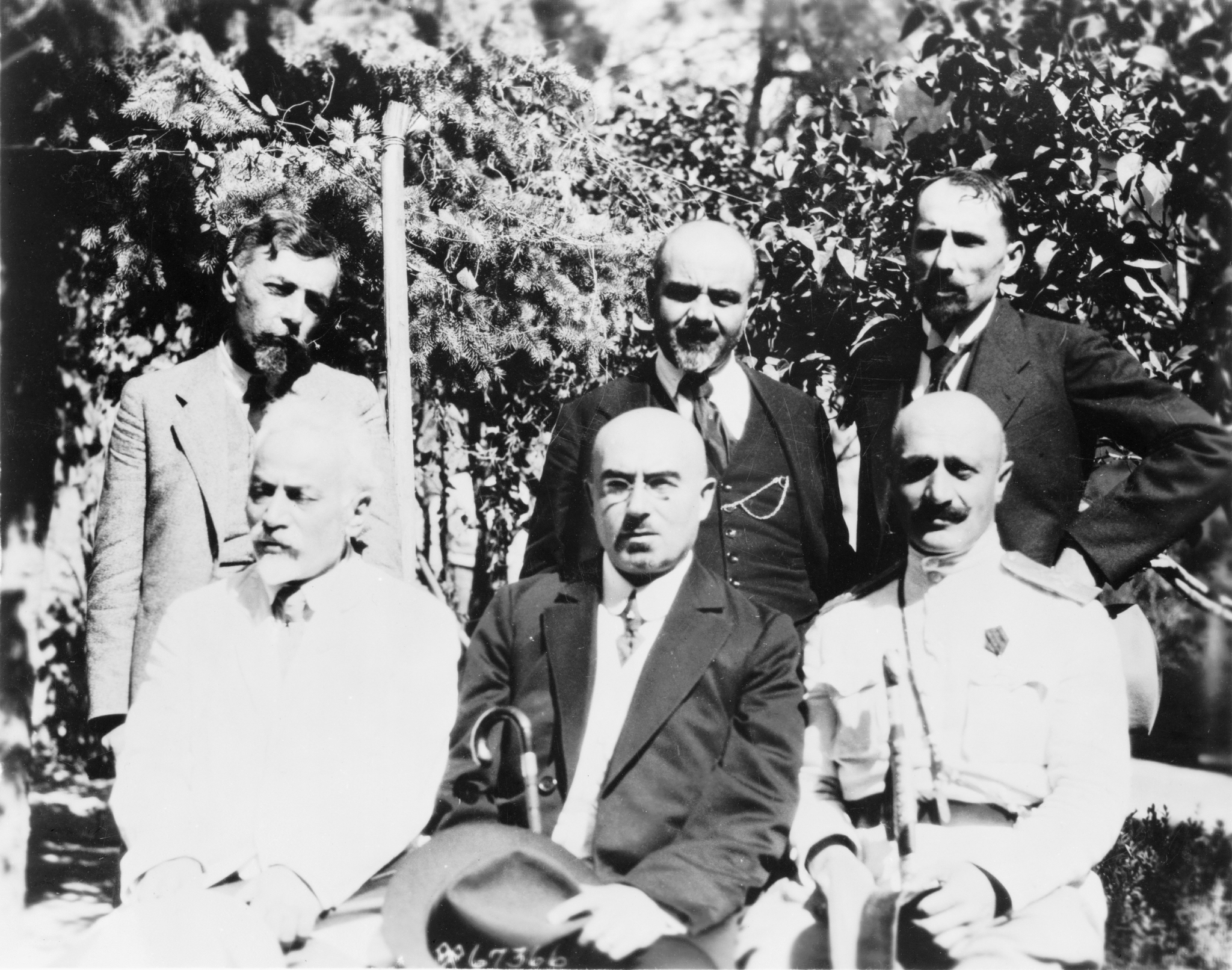
Os membros do segundo gabinete da República Democrática da Armênia, 1 de outubro de 1919

O principal problema que enfrentava o novo Estado era o avanço do exército otomano, que então recobrara grande parte da Armênia ocidental, mas os interesses dos três povos eram muito diferentes. Por razões óbvias, a defesa contra o exército invasor era de máxima importância para os armênios, enquanto os azeris, que eram muçulmanos, simpatizavam com os turcos. Os georgianos consideraram que os seus interesses poderiam estar mais bem garantidos chegando a um acordo com os alemães em lugar dos turcos, e em 26 de maio de 1918, por sugestão alemã, a Geórgia declarou a sua independência da República da Transcaucásia. Este movimento foi seguido, dois dias depois, pelo Azerbaijão. A contragosto, os dirigentes Dashnak, os políticos armênios mais poderosos da região, declararam a formação de um novo Estado independente, a República Democrática da Armênia em 28 de maio de 1918.

### República da Armênia Montanhosa

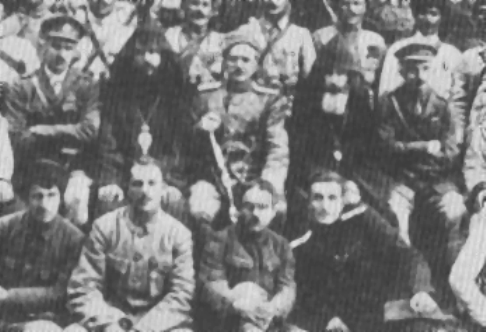
O general Andranik após capturar Carabaque

O Tratado de Batum foi assinado entre a República Democrática da Armênia e o Império otomano depois das últimas batalhas da Campanha do Cáucaso. Os otomanos adquiriram inicialmente uma parte considerável do sul do Cáucaso com o Tratado de Brest-Litovsk assinado com a Rússia, e a seguir, mediante o Tratado de Batum com a Armênia. Andranik Toros Ozanian recusou essas novas fronteiras e proclamou o novo Estado, cujas atividades se concentraram na zona de comunicação entre o Império otomano e a República Democrática do Azerbaijão em Carabaque, Zanlezur e Naquichevão. Em janeiro de 1919, com o avanço das tropas armênias, as forças britânicas de Lionel Dunsterville ordenaram retroceder a Andranik para Zanlezur, e Naquichevão, dando-lhe certeza de que este conflito poderia ser resolvido com a Conferência de Paz de Paris de 1919. Naquela conferência foi proclamada a República Democrática da Armênia como estado reconhecido internacionalmente e foi dissolvida a República da Armênia Montanhosa.

### Ditadura centrocaspiana
A Ditadura Centrocaspiana foi um governo anti-soviético apoiado pelos britânicos, fundado em Bacu em 1 de agosto de 1918. O governo era integrado pelo Partido Socialista Revolucionário, e o Movimento nacional armênio, mormente formado pela Federação Revolucionária Armênia (Dashnak). A força britânica “Dunsterforce” ocupou a cidade e ajudou as principais forças armênias a defender a capital durante a Batalha de Bacu. Contudo, Bacu caiu em 15 de setembro de 1918 e um exército otomano-azeri entrou na capital, pelo qual as forças britânicas e grande parte da população armênia fugiram. O Império otomano assinou o Armistício de Mudros em 30 de novembro de 1918 e a força de ocupação britânica voltou a entrar em Bacu.